# Мусаев, Зелимхан Магомед-Салихович
Зелимха́н Магомед-Са́лихович Муса́ев (8 ноября 1970 года, Грозный, Чечено-Ингушская АССР, РСФСР, СССР) — российский чеченский поэт, историк, публицист, член Союза писателей Чеченской Республики.

## Биография
Родился 8 ноября 1970 года в Грозном. Родом из села Итум-Кали. В 1988 году окончил грозненскую среднюю школу № 46, в 1993 году — исторический факультет Чеченского государственного университета.
С детства любил читать. Занимался классической борьбой.
Уже тогда он задумывался о своём месте в жизни, о том, что он может сделать, на что способен. Он считал, что каким-то образом должен удивить мир. Зелимхан решил, что он станет незаурядным поэтом. Читал лирику Державина, Пушкина, Лермонтова, Есенина. Сочинять начал в десятом классе.

### Карьера
В 1995 году работал ведущим специалистом в Министерстве внешних связей Чеченской Республики. В 1996 году работал в аппарате Верховного совета Чеченской Республики. В 2003 году работал ассистентом на кафедре истории Грозненского нефтяного института. В 2004—2007 годах был пресс-секретарём Министерства промышленности и энергетики Чеченской Республики. С ноября 2007 года — советник министра по национальной политике, печати и информации. С января 2008 года — заместитель министра по национальной политике.
Является автором ряда исторических и культурологических публикаций, вдохновителем и основным составителем проекта «Чеченский архив». За свою историко-лингвистическую работу «Фрагменты истории в фольклоре и лексике чеченцев» был награждён литературным орденом имени Магомеда Мамакаева. Его стихотворение «Судный день» в 2010 году победило в конкурсе на лучшее поэтическое произведение, посвящённое пророку Мухаммаду. В 2010 году стал членом Союза писателей Чеченской Республики.
Продолжает принимать активное участие в литературной, научной и общественной жизни Чеченской Республики.
В 2012 году публикация на сайте «Кавказской политики» материала «Соловьёв-разбойник нарвался на чеченцев» вызвала в прямом эфире радио «Вести-ФМ» бурную эмоциональную реакцию известного журналиста и телеведущего Владимира Соловьёва. Особенно его раздразнил приводившийся в статье комментарий З. Мусаева. Связи с чем З. Мусаев пояснил следующее:.

Так вот, как грамотный носитель русского языка, объясняю господину Соловьёву: между понятиями"иудин" и «иудейский» — разница существенная. В первом случае, как я понимаю, содержится намёк на Иуду Искариота — одного из апостолов, предавшего Иисуса (мир ему). А во втором понятии превалирует этнический или религиозный аспект.
Так что на национальной принадлежности Соловьёва я как-то даже и не подумал зацикливаться, и поэтому попытку придать моему высказыванию антисемитский подтекст считаю (опять говорю без «мы»!) провалившейся. Тем более что меня, потомственного чеченца, не надо учить ценить и уважать честь и достоинство других народов. Вся эта информация содержится в нашем генотипе.
В прошлом году я побывал в государстве Израиль; познакомился и имел общение с порядочными людьми из числа нынешних израильтян — уроженцев Советского Союза. И повсюду я и мой товарищ ощущали уважительное приязненное отношение — как со стороны евреев, так и палестинцев.

В целом с людьми у меня всегда складывается нормальный полноценный продуктивный диалог, и, как следствие, наличие друзей и доброжелателей в различных странах — в ряде городов России, Израиля, Украины, Грузии…— З. Мусаев

### Абу-Гош
В конце июля 2011 года З. Мусаев посетил израильский Абу-Гош будучи тогда заместителем министра по внешним связям, политике, печати и информации Чеченской республики. Его пригласил глава местного совета Салим Джабер, и Мусаев, узнав о существовании дальних родственников на Святой земле, поехал знакомиться. Он встретился в с местными предпринимателями и главой города. Салим Джабер нанес в Грозный ответный визит, и встретился с президентом Чеченской республики Р. Кадыровым, а также с министрами науки и культуры. Также Джабер посетил Москву, где состоялись встречи с историками, которые подтвердили чеченские корни жителей Абу-Гош. Через три с половиной месяца после возвращения Джабера местный совет принял решение назвать одну из улиц Абу-Гоша в честь Ахмат-Хаджи Кадырова.

## Награды
- Медаль «За заслуги перед Чеченской Республикой» (30.9.2010);
- Орден «Боевое братство» (февраль 2009 года);
- Литературный орден имени Магомеда Мамакаева (2011);